# Lac de Caldaro
Le lac de Caldaro (en allemand : Kalterer See) est la plus grande étendue d'eau naturelle de la province autonome de Bolzano. Le lac est situé à 216 m d'altitude dans la commune de Caldaro sulla Strada del Vino, à environ 20 km de Bolzano. 

## Caractéristiques
D'origine alluviale, le lac est alimenté par des sources sous-marines. Très fréquenté par les touristes, le lac de Caldaro est bordé d’installations de baignade, de campings, d’hôtels et de restaurants, ainsi que de petits ports pour les voiliers. En raison des conditions climatiques, le lac de Caldaro favorise la pratique de sports éoliens tels que la planche à voile.
L'eau du lac atteint généralement plus de 28 °C en été.

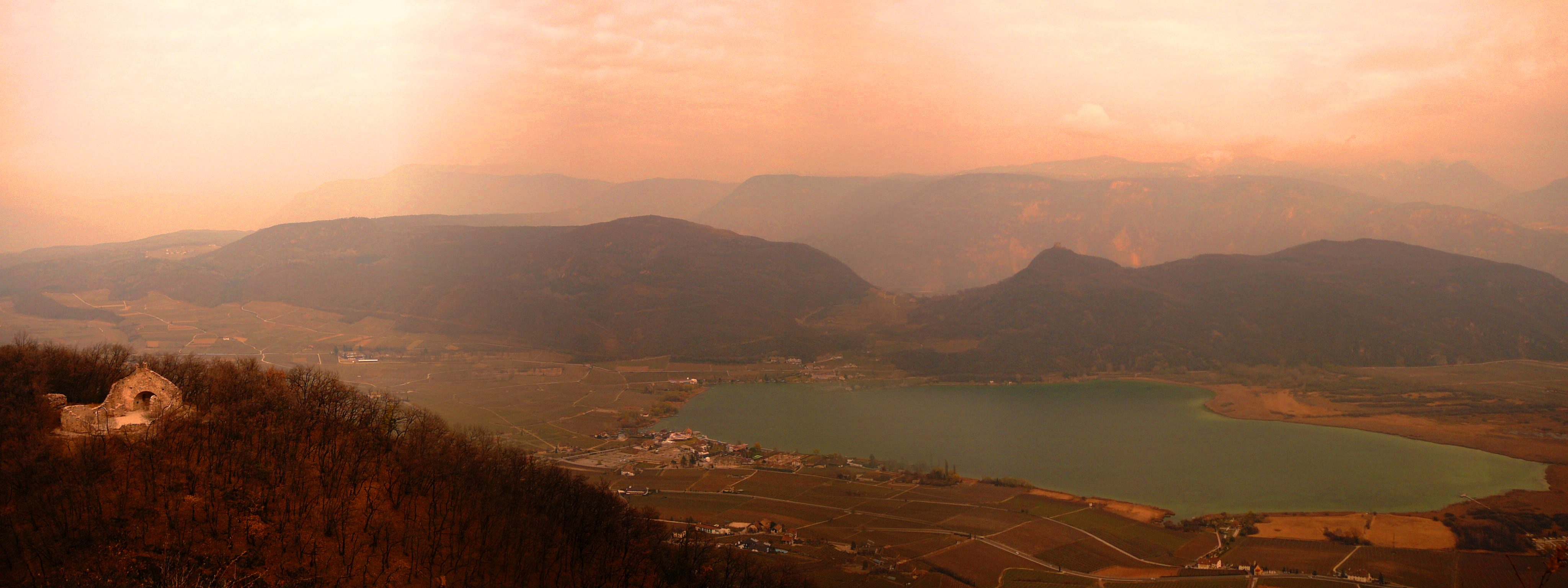
Le lac vu depuis Castelvecchio, avec la petite église de San Pietro.

À l'est du lac, à Castelvecchio, se trouve la plus ancienne église du Tyrol du Sud : la basilique Saint-Pierre, également accessible en traversant la gorge de Rastenbachklamm, un chemin qui monte à travers des gorges et des cascades étroites. 

## Toponyme
Le nom du lac est attesté en 1257 sous le nom de lacus Caldarii (dans un document latin), en 1337 sous celui de Chaltner, en 1500 sous celui de See zu Kaltern et en 1770 sous le nom de Kalterer See. 

## Légende
Il existe de nombreuses légendes dans le Haut-Adige, et notamment à propos du lac de Caldaro. 